# Josef von Chrismar
Josef von Chrismar (* um 1803; † 1875) war ein Verwaltungsbeamter.

## Leben
Josef von Chrismar studierte Rechtswissenschaften an der Albert-Ludwigs-Universität Freiburg. 1823 wurde er Mitglied des Corps Rhenania Freiburg. Nach dem Studium wurde er 1825 Rechtspraktikant und 1829 Kreisassessor in Konstanz. 1832 wurde er zum Regierungsassessor und 1838 zum Regierungsrat befördert. 1840 wurde er nach Mannheim versetzt. 1851 wurde Chrismar zum Oberamtmann und Amtsvorstand des Landamts Freiburg ernannt. 1856 wechselte er als Amtsvorstand zum Bezirksamt Konstanz. 1862 trat er in den Ruhestand ein. 1868 gehörte er zu den Gründungsmitgliedern des Vereins für Geschichte des Bodensees und seiner Umgebung.

## Auszeichnungen
- Ernennung zum Geheimen Rat 3. Klasse